# 格里尼亞
49°2′2″N 23°52′38″E / 49.03389°N 23.87722°E
格里尼亞（烏克蘭語：Гериня），是烏克蘭西部的村莊，隸屬伊萬諾-弗蘭科夫斯克州的卡盧什區。該村處於格里尼亞河畔，始建於1278年，面積56.5平方公里，2001年人口1,278。